# Missões diplomáticas de Timor-Leste

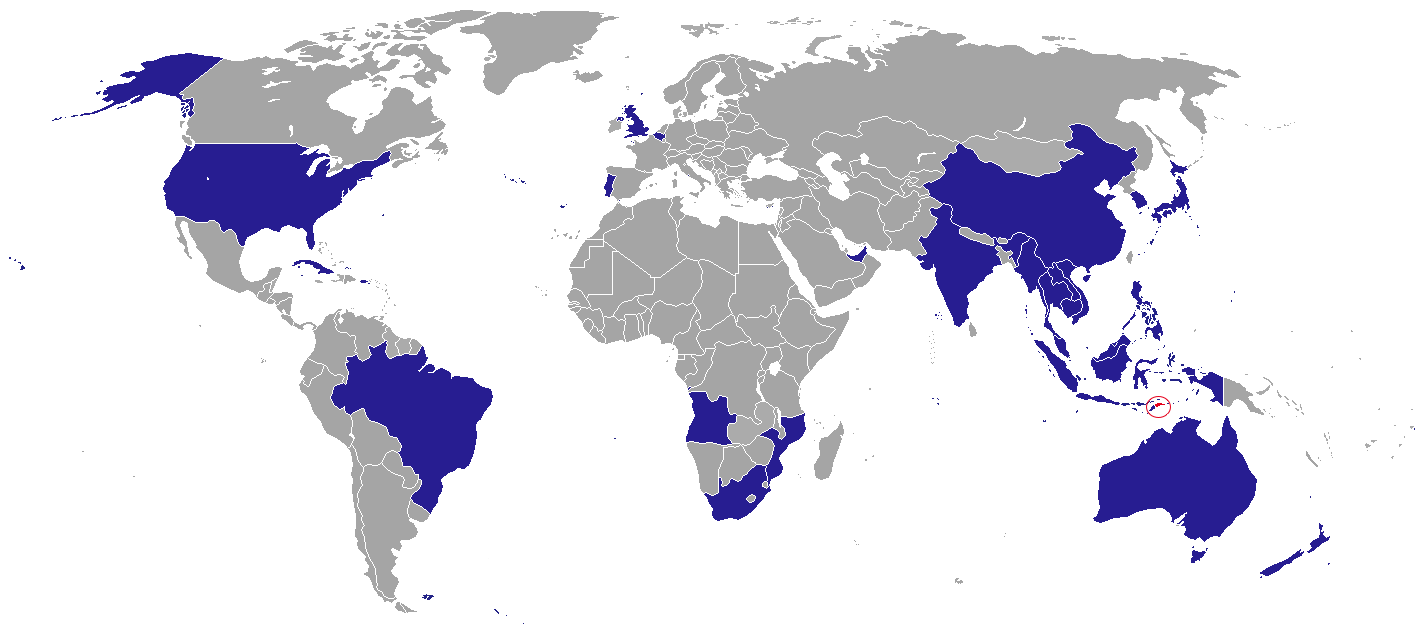
Missões diplomáticas de Timor-Leste

Abaixo se encontram as embaixadas e consulados de Timor-Leste:

## África
- África do Sul
  - Pretória (Embaixada)
- Angola
  - Luanda (Embaixada)
- Moçambique
  - Maputo (Embaixada)

## América
- Brasil
  - Brasília (Embaixada)
- Cuba
  - Havana (Embaixada)
- Estados Unidos
  - Washington, DC (Embaixada)

## Ásia
- Brunei
  - Bandar Seri Begawan (Embaixada)
- Camboja
  - Phnom Penh (Embaixada)
- China
  - Pequim (Embaixada)
- Coreia do Sul
  - Seul (Embaixada)
- Emirados Árabes Unidos
  - Abu Dabi (Embaixada)
- Filipinas
  - Manila (Embaixada)
- Índia
  - Nova Deli (Embaixada)
- Indonésia
  - Jacarta (Embaixada)
  - Atambua (Consulado-Geral)
  - Dempassar (Consulado-Geral)
  - Kupang (Consulado-Geral)
- Japão
  - Tóquio (Embaixada)
- Laos
  - Vienciana (Embaixada)
- Malásia
  - Kuala Lumpur (Embaixada)
- Myanmar
  - Rangum (Embaixada)
- Singapura
  - Singapura (Embaixada)
- Tailândia
  - Bangkok (Embaixada)
- Vietname
  - Hanói (Embaixada)

## Europa
- Bélgica
  - Bruxelas (Embaixada)
- Portugal
  - Lisboa (Embaixada)
- Reino Unido
  - Londres (Embaixada)
- Santa Sé
  - Roma (Embaixada)

## Oceania
- Austrália
  - Camberra (Embaixada)
  - Darwin (Consulado-Geral)
  - Sydney (Consulado-Geral)
- Nova Zelândia
  - Wellington (Embaixada)

## Organizações multilaterais
- Bruxelas (Missão permanente junto à União Europeia)
- Genebra (Missão permanente junto às Nações Unidas e outras organizações internacionais)
- Jakarta (Missão permanente junto às Associação de Nações do Sudeste Asiático)
- Nova Iorque (Missão permanente junto das Nações Unidas)

## Galeria

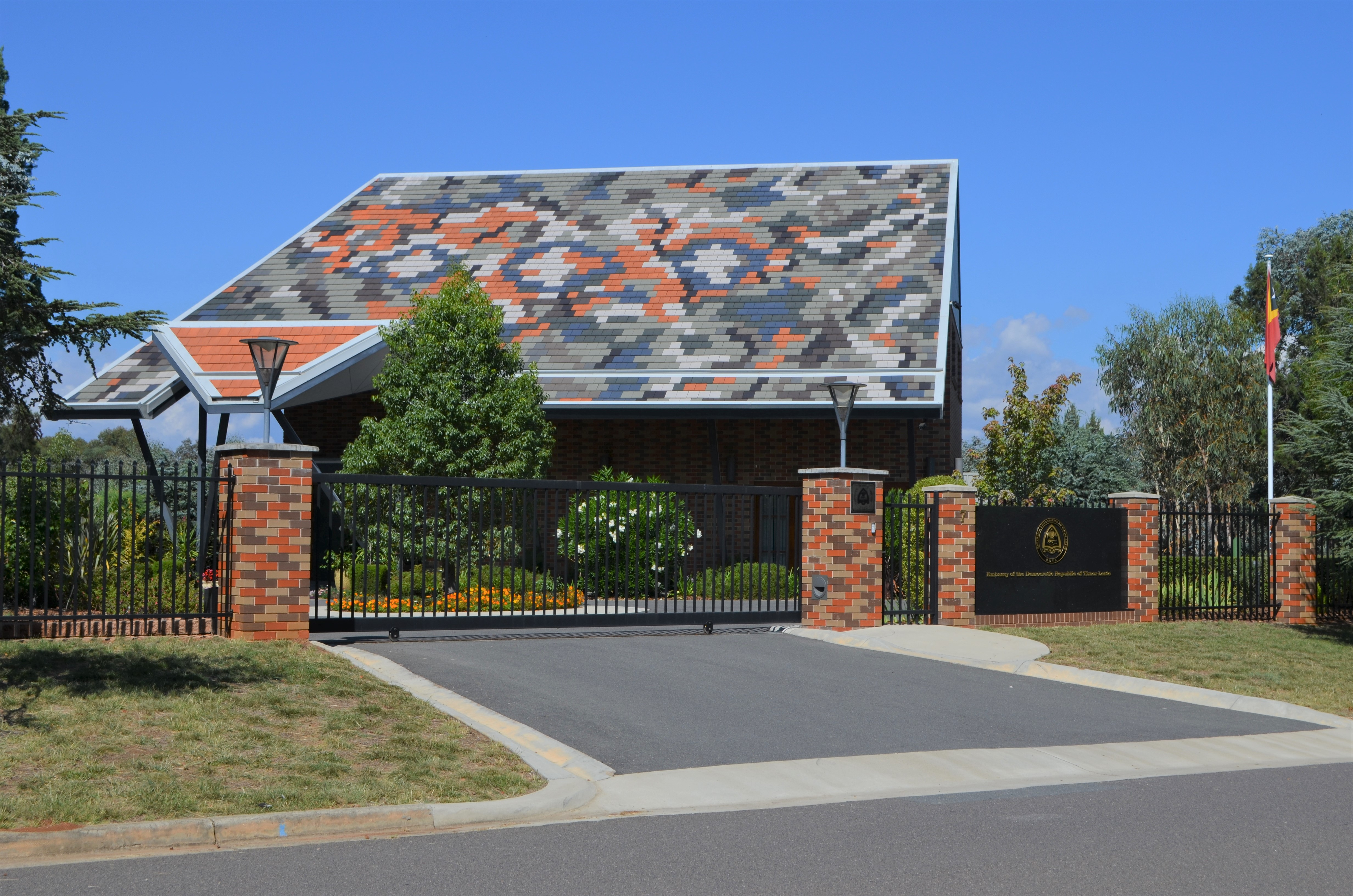
Embaixada em Camberra
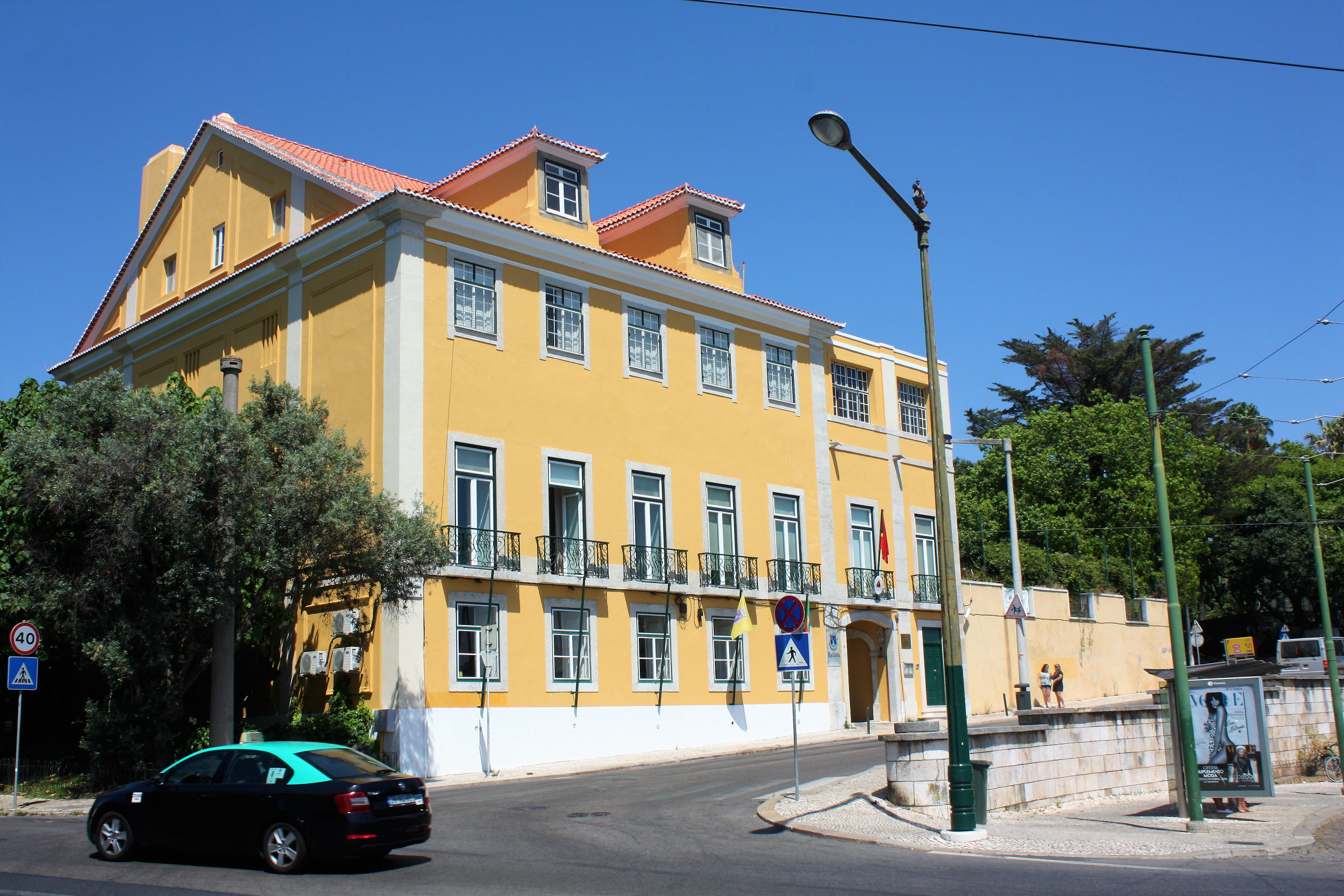
Embaixada em Lisboa
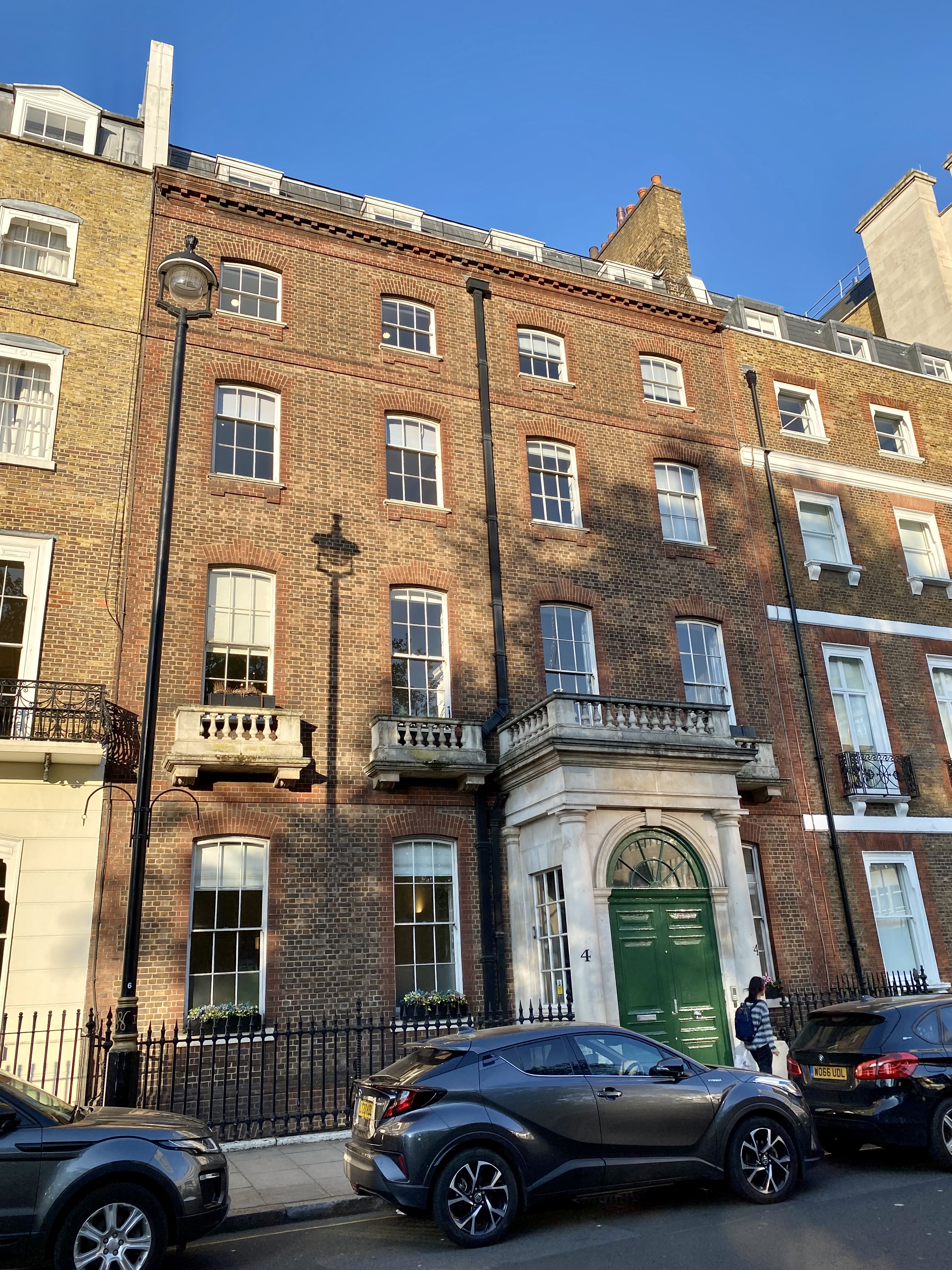
Embaixada em Londres
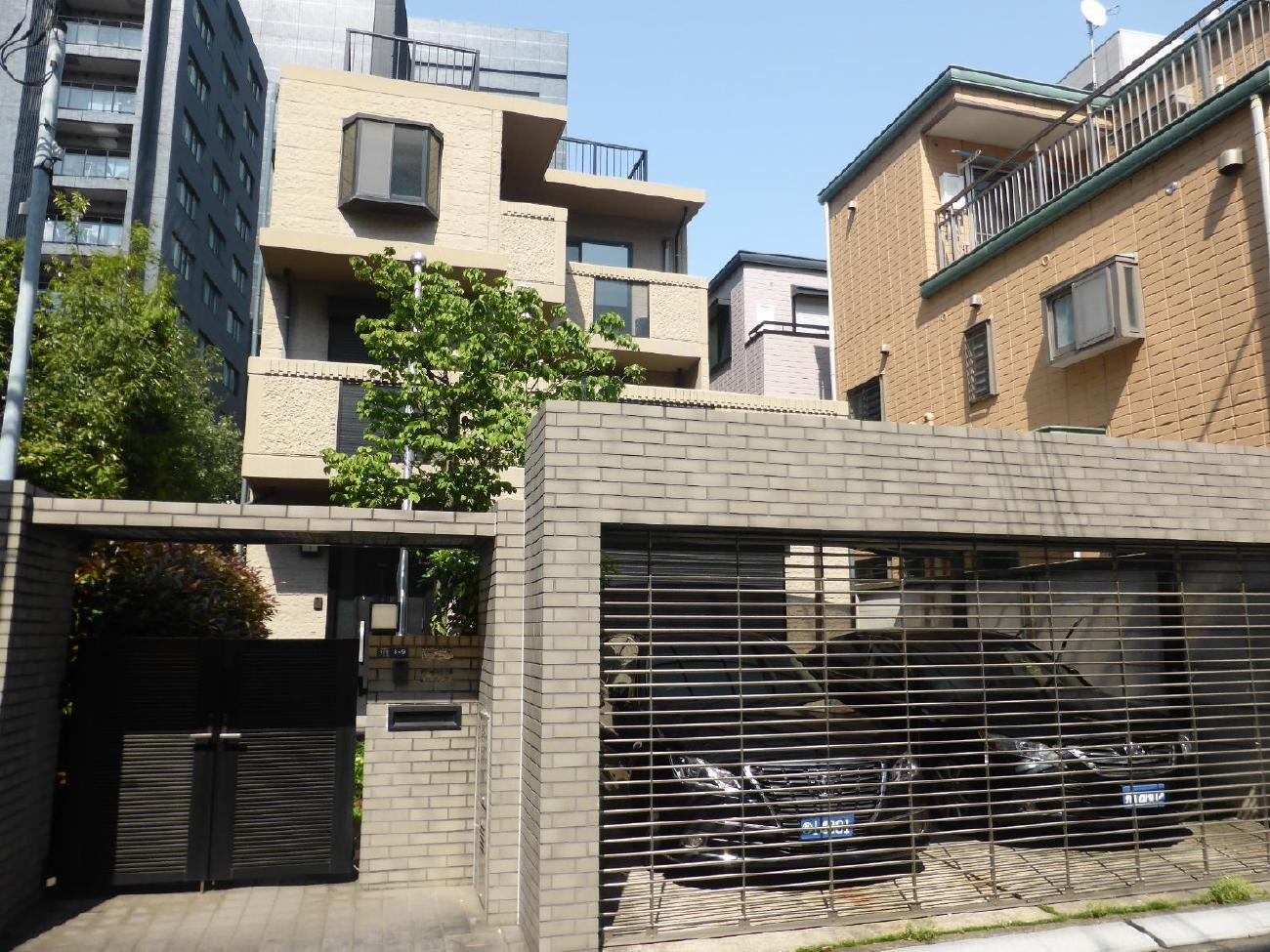
Embaixada em Tóquio